# Can Jovany
Can Jovany és una masia de Montseny (Vallès Oriental) inclosa a l'Inventari del Patrimoni Arquitectònic de Catalunya.

## Descripció
Edifici petit de planta rectangular. Consta de planta baixa i un sol pis, no hi ha golfes. La coberta és a dues vessants, una és més llarga que l'altra. La façana i l'interior ha sofert transformacions però conserva la forma i l'estil que tenia. El portal d'entrada és un arc de mig punt amb pedra i les finestres són petites i de pedra.

## Història
Aquesta masia és la típica d'aquestes altures, ja que es troba sota mateix del cim de la muntanya. És destacable per la seva arquitectura, conservada encara que el 1942 s'hi fessin transformacions i es renovés en general. Es troba al costat mateix de la capella de Santa Anastàsia.